# Campeonato Sudamericano de Clubes de Rugby 1997
El  Campeonato Sudamericano de Clubes de Rugby de 1997 fue la sexta edición del torneo sudamericano de rugby de clubes campeones.

## Participantes
| Liga                              | Ganador       |
| --------------------------------- | ------------- |
| Torneo Nacional de Clubes 1996    | Hindú Club    |
| Campeonato Uruguayo de Rugby 1996 | Carrasco Polo |

## Desarrollo

#### Final
| 9 de marzo de 1997 | Hindú Club | 22 - 12 | Carrasco Polo |  |  |

| Bandera de Argentina |
| Campeón Hindú Club   |
| Primer título        |